# Liste der Biografien/Hez
Liste der Biografien |
Portal Biografien |
Personensuche
# |
A |
B |
C |
D |
E |
F |
G |
H |
I |
J |
K |
L |
M |
N |
O |
P |
Q |
R |
S |
T |
U |
V |
W |
X |
Y |
Z |
?
 
Ha |
Hd |
He |
Hi |
Hj |
Hk |
Hl |
Hm |
Hn |
Ho |
Hr |
Hs |
Ht |
Hu |
Hv |
Hw |
Hy
 
Hea |
Heb |
Hec |
Hed |
Hee |
Hef |
Heg |
Heh |
Hei |
Hej |
Hek |
Hel |
Hem |
Hen |
Heo |
Hep |
Heq |
Her |
Hes |
Het |
Heu |
Hev |
Hew |
Hex |
Hey |
Hez
Die Liste der Biografien führt alle Personen auf, die in der deutschsprachigen Wikipedia einen Artikel haben. Dieses ist eine Teilliste mit 21 Einträgen von Personen, deren Namen mit den Buchstaben „Hez“ beginnt.

## Hez

### Heza
- Hézard, Yves (* 1948), französischer Radrennfahrer
- Hezarfen Ahmed Çelebi (1609–1640), osmanischer Luftfahrtpionier
- Hezarkhani, Manouchehr (1934–2022), Arzt, Schriftsteller, Literaturkritiker und politischer Aktivist
- Hezarpare Ahmed Pascha († 1648), osmanischer Staatsmann

### Heze
- Hezekiah († 1813), Negus Negest (Kaiser) von Äthiopien (26. Juli 1789 bis Januar 1794)
- Hezel, Charlotte von (1755–1817), deutsche Schriftstellerin, Redakteurin und Journalistin
- Hezel, Natalie (* 1993), deutsche Fußballspielerin
- Hezel, Thomas (* 1961), deutscher Filmregisseur und Unternehmer
- Hezel, Wilhelm Friedrich (1754–1824), deutscher Orientalist, Theologe und Hochschullehrer
- Hezemans, Loris (* 1997), niederländischer Automobilrennfahrer
- Hezemans, Mathieu (1915–1985), niederländischer Autorennfahrer und Unternehmer
- Hezemans, Mike (* 1969), niederländischer Autorennfahrer
- Hezemans, Toine (* 1943), niederländischer Automobilrennfahrer

### Hezi
- Hezilo von Havelberg, Bischof von Havelberg
- Hezilo von Hildesheim († 1079), Bischof von Hildesheim (1054–1079)
- Hezina, Otto, österreichischer Beamter im Bundesministerium für Verkehr
- Hezinger, Adolf (1905–2001), deutscher Diplomat

### Hezn
- Hezner, Laura (1862–1916), deutsche Geologin, erste Habilitantin an der ETH Zürich

### Hezo
- Hezonja, Mario (* 1995), kroatischer BasketballspielerMario Hezonja (* 1995)

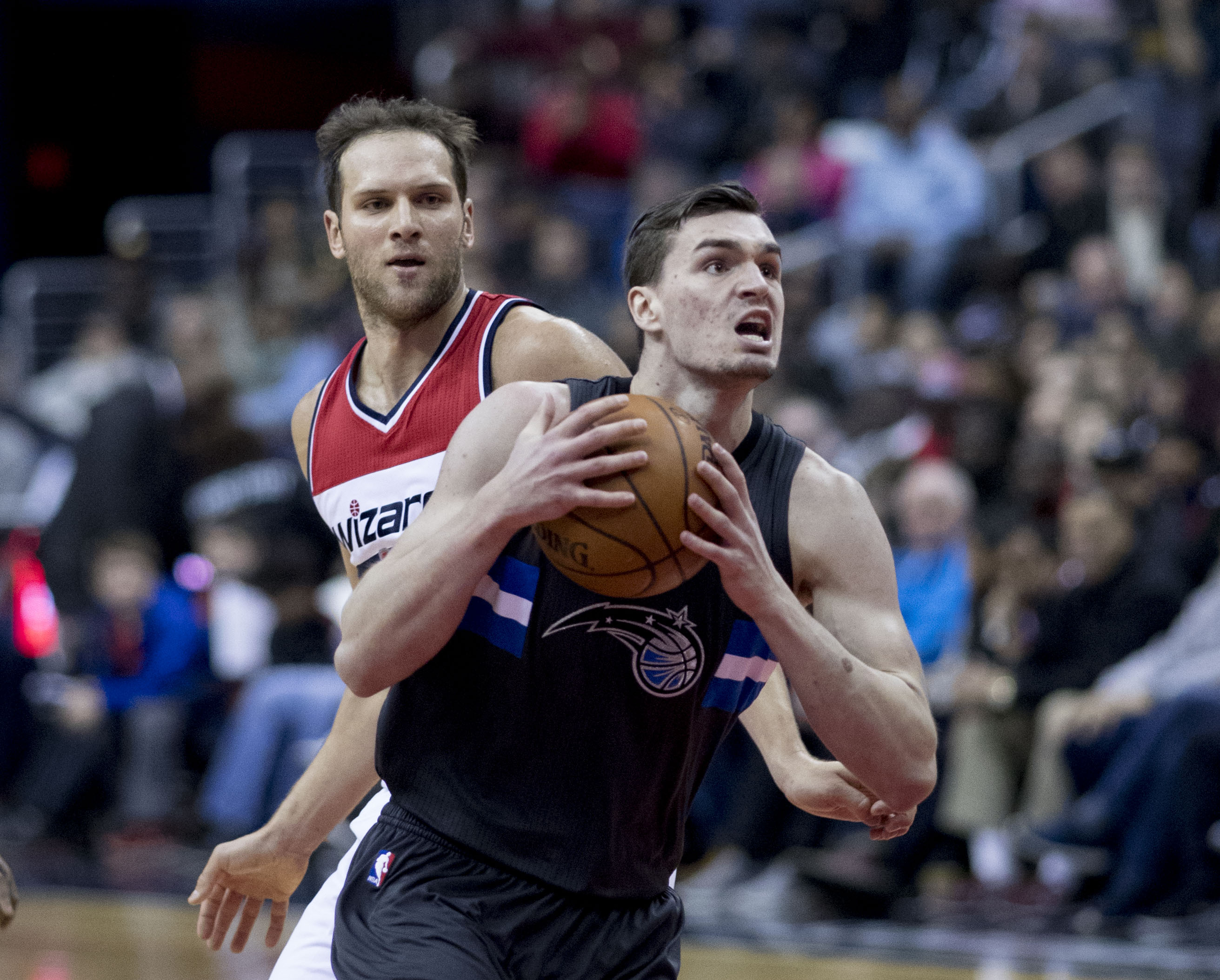
Mario Hezonja (* 1995)

### Hezs
- Hezser, Catherine (* 1960), deutsche Judaistin

### Hezz
- Hezze, Santiago (* 2001), argentinisch-polnischer Fußballspieler